# رومئو رومانوتی
رومئو رومانوتی (ایتالیایی: Romeo Romanutti; ۶ اوت ۱۹۲۶ – ۳۱ دسامبر ۲۰۰۷) بازیکن بسکتبال اهل ایتالیا بود.
از باشگاه‌هایی که در آن بازی کرده‌است می‌توان به باشگاه بسکتبال پالاسانسترو وارزه و باشگاه بسکتبال تریسته اشاره کرد.